# Liste des interstates en Oregon
Les Interstates en Oregon font partie du réseau des autoroutes inter-états et sont entretenues par le Oregon Department of Transportation (ODOT). L'état compte trois autoroutes principales et trois auxiliaires.

## Autoroutes principales
| Numéro | Longueur (mi) | Longueur (km) | Terminus sud / ouest                                            | Terminus nord / est                                   | Créée | Notes |
| ------ | ------------- | ------------- | --------------------------------------------------------------- | ----------------------------------------------------- | ----- | ----- |
| I-5    | 308,14        | 495,90        | I-5 à la frontière de la Californie près d'Ashland              | I-5 à la frontière de l'État de Washington à Portland | 1957  |       |
| I-82   | 11,01         | 17,72         | I-82 / US 395 à la frontière de l'État de Washington à Umatilla | I-84 / US 30 près de Hermiston                        | 1957  |       |
| I-84   | 375,17        | 603,78        | I-5 / US 30 à Portland                                          | I-84 à la frontière de l'Idaho près d'Ontario         | 1980  |       |
|        |               |               |                                                                 |                                                       |       |       |

## Autoroutes auxiliaires
| Numéro | Longueur (mi) | Longueur (km) | Terminus sud / ouest                  | Terminus nord / est                                     | Créée | Notes |
| ------ | ------------- | ------------- | ------------------------------------- | ------------------------------------------------------- | ----- | ----- |
| I-105  | 3,49          | 5,62          | OR 99 / OR 126 / OR 126 Bus. à Eugene | I-5 / OR 126 à Springfield                              | 1957  |       |
| I-205  | 26,07         | 41,96         | I-5 à Tualatin                        | I-205 à la frontière de l'État de Washington à Portland | 1958  |       |
| I-405  | 3,53          | 5,68          | I-5 à Portland                        | I-5 / US 30 à Portland                                  | 1958  |       |
|        |               |               |                                       |                                                         |       |       |